# William Wright (botanico)
William Wright (Crieff, 1735 – Edimburgo, 1819) è stato un medico e botanico britannico.
Autore di numerosi articoli in ambito medico, contribuì ala storia naturale col censimento di 750 specie vegetali collezionate durante gli anni trascorsi in Giamaica.

## Biografia

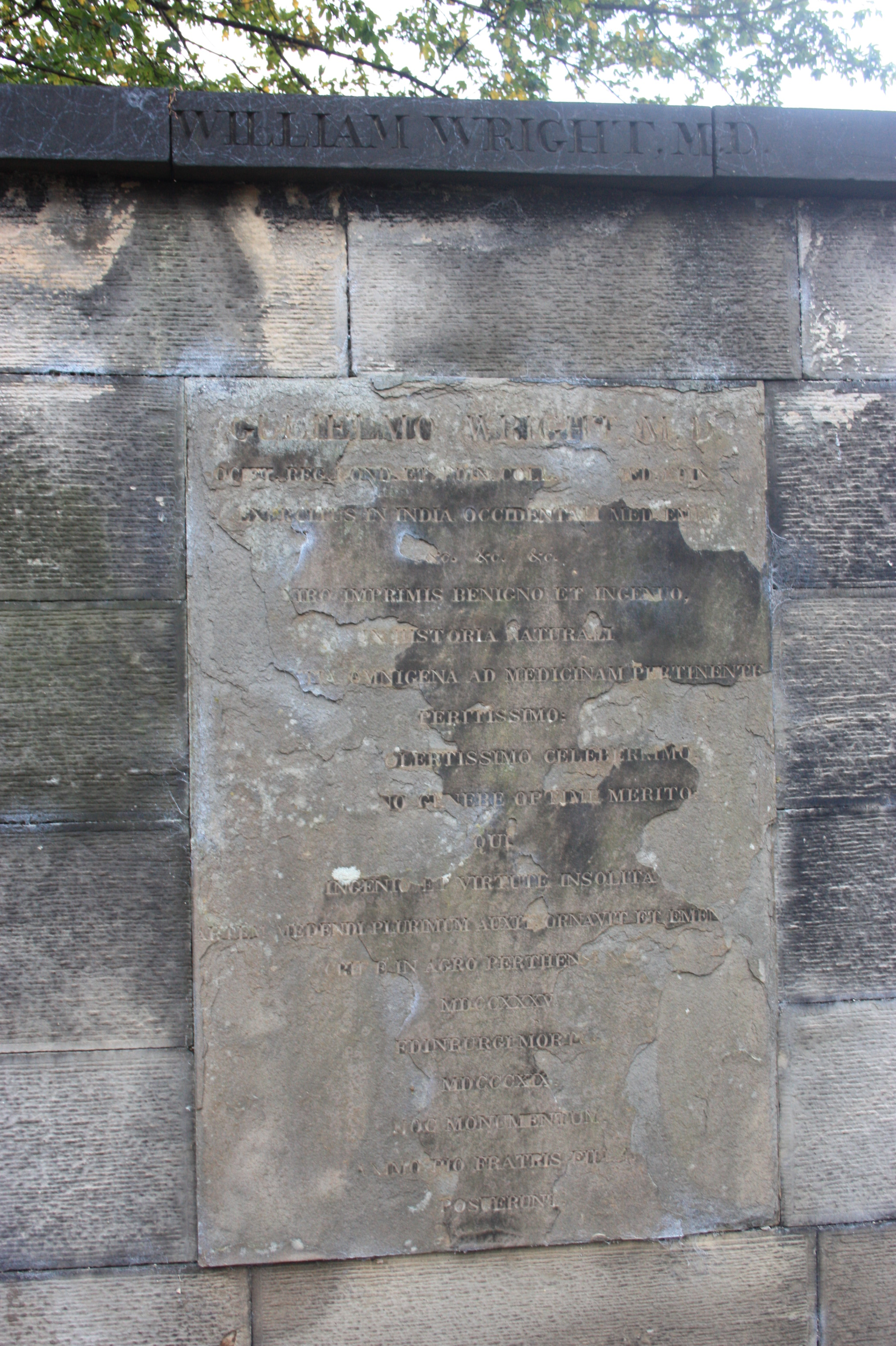
La tomba di William Wright nel cimitero di Greyfriars Kirkyard, vicino ad Edimburgo

Nacque a marzo del 1735 a Crieff, nel Perthshire. Dopo aver studiato alla scuola di Crieff Grammar School, frequentò l'Università di Edimburgo e si laureò in medicina a St. Andrews. Dal 1752 al 1756 prestò servizio come apprendista di G. Dennistoun a Falkirk, divenendo medico di bordo della Marina quattro anni più tardi.
Nel 1764, Wright fu nominato assistente di un certo dottor Gray a Kingston, in Giamaica, dove rimase fino al 1777. Arruolato dalla Marina britannica due anni dopo, e fu catturato dai francesi. Nel 1782 fece ritorno in Giamaica e, dodici mesi dopo, fu promosso a capo dei medici della colonia.
Nel 1778, William Wright fu eletto membro della Royal Society. Ritornato a Edimburgo nel 1785, dieci anni più tardi ricevette la visita del farmacista e mineralogista tedesco Johann Gottfried Schmeisser (1767-1837). Dal 1796 al 1798, si allontanò dalla madrepatria per partecipare all'esplorazione dei Caraibi, organizzata dal generale Sir Ralph Abercromby (1734–1801).
Già membro del Regio collegio dei Medici di Edimburgo, fu eletto presidente nel 1801.
Nel 1807, venne eletto membro associato della Società Linneiana di Londra e, l'anno successivo, diventò uno dei membri fondatori della Wernerian Natural History Society.
Trascorse gli ultimi anni a New Town. I suoi resti riposano nel cimitero di Greyfriars Kirkyard, non distante da Edimburgo.